# Lekkoatletyka na Światowych Wojskowych Igrzyskach Sportowych 2011 – bieg na 100 m kobiet
Bieg na 100 metrów kobiet – jedna z lekkoatletycznych konkurencji biegowych rozegranych w dniu 21 lipca 2011 roku podczas 5. Światowych Wojskowych Igrzyskach Sportowych na stadionie Estádio Engenhão w Rio de Janeiro.

## Terminarz
| Data               | Godzina (UTC-03:00) | Wydarzenie |
| ------------------ | ------------------- | ---------- |
| 21 lipca 2011(dts) |                     | Półfinały  |
| 21 lipca 2011(dts) | 17:45               | Finał      |

## Rekordy
Tabela prezentuje rekord świata, a także rekord Igrzysk wojskowych (CSIM) przed rozpoczęciem mistrzostw.
|                                   | Zawodnik                 | Wynik | Miejsce      | Data                      |
| --------------------------------- | ------------------------ | ----- | ------------ | ------------------------- |
| Rekord świata                     | Florence Griffith-Joyner | 10,49 | Indianapolis | 16 lipca 1988(dts)        |
| Rekord Igrzyska wojskowych (CSIM) | Jekatierina Grigorjewa   | 11,41 | Zagrzeb      | 16 października 1999(dts) |

## Medaliści
| Złoto                    | Srebro                       | Brąz                   |
| Marija Riemień · Ukraina | Ana Cláudia Silva · Brazylia | Ołesia Powch · Ukraina |

## Wyniki

### Finał
| Pozycja | Tor | Zawodnik                | Państwo  | Czas           | Uwagi |
| ------- | --- | ----------------------- | -------- | -------------- | ----- |
| 01 !    | 4   | Marija Riemień          | Ukraina  | 11,34          |       |
| 02 !    | 5   | Ana Cláudia Silva       | Brazylia | 11,37          |       |
| 03 !    | 6   | Ołesia Powch            | Ukraina  | 11,49          |       |
| 4       | 3   | Daria Korczyńska        | Polska   | 11,60          |       |
| 5       | 1   | Julia Bałykina          | Białoruś | 11,70          |       |
| 6       | 7   | Franciela Krasucki      | Brazylia | 11,74          |       |
| 7       | 8   | Marika Popowicz-Drapała | Polska   | 11,78          |       |
| 8       | 2   | Johanna Danois          | Francja  | 11,88          |       |
|         |     |                         |          | Wiatr: 0,0 m/s |       |

Źródło: Rio2011